# Teucrium flavum
Espèce
Synonymes
- Chamaedrys cinerascens Jord. & Fourr.[1]
- Chamaedrys flava (L.) Moench[1]
- Chamaedrys ovalifolia Jord. & Fourr.[1]
- Chamaedrys pulverulenta Jord. & Fourr.[1]
- Chamaedrys virescens Jord. & Fourr.[1]
- Teucrium flavum subsp. flavum[1]
- Teucrium majus Bubani[1]
- Teucrium nitidum Schreb.[1]
- Teucrium regium Schreb.[1]

Teucrium flavum, la Germandrée jaunâtre ou Germandrée jaune, est une espèce de plantes à fleurs de la famille des Lamiacées. C'est une plante herbacée d'origine méditerranéenne.

## Liste des variétés et sous-espèces
Selon Tropicos (29 septembre 2020) (Attention liste brute contenant possiblement des synonymes) :
- Teucrium flavum subsp. flavum
- Teucrium flavum subsp. glaucum (Jord. & Fourr.) Ronniger (1918)
- Teucrium flavum subsp. gymnocalyx Rech. f. (1941)
- Teucrium flavum subsp. hellenicum Rech. f. (1941)
- Teucrium flavum subsp. oxylepis (Font Quer) Fern. Casas
- Teucrium flavum var. glaucum (Jord. & Fourr.) Nyman